# Kimberwicke
Il Kimberwicke è un tipo di imboccatura con un pezzo boccale e con anelli a D sui due lati. Gli anelli a D sono scentrati, per cui il pezzo boccale è montato sulla parte superiore della D; l'imboccatura prevede anche l'uso del barbozzale. Questo consente al Kimberwicke di avere anche una leggera azione tipo morso, cosa che non avviene nei filetti. Diversamente dal Pelham, il Kimberwicke non ha aste, e può essere usato solo con una coppia di redini singola.
Il Kimberwicke tipo Uxeter ha degli incavi nella porzione curva della D, per cui la redine ha una posizione fissa. Questo aumenta l'effetto tipo morso, specialmente quando la redine è fissata all'incavo più basso dei due. Al contrario, quando la redine è libera di scorrere sulla porzione curva della D l'azione del Kimberwicke è molto simile a quella del filetto, con un effetto tipo morso molto leggero.
Il Kimberwicke può montare gli stessi pezzi boccali del Pelham.
I Kimberwicke non sono popolari come i filetti e i pelham. Tuttavia, offrono al cavaliere un effetto tipo morso senza il rischio di impigliarsi in qualche ostacolo, cosa utile negli sport che prevedono contatto fisico come il polo (sport) e il cross.